# Bokermannohyla ahenea
Bokermannohyla ahenea es una especie de anfibios de la familia Hylidae. Es endémica de Brasil.
Su hábitat natural incluye montanos secos. Está amenazada de extinción por la destrucción de su hábitat natural.